# Farmati Zoltán
Farmati Zoltán (Szilágysomlyó, 1924. július 9. – Arad, 2006. január 3.) magyar nemzetiségű román válogatott labdarúgó, balhátvéd.

## Pályafutása

### Klubcsapatban
1943 és 1944 között két alkalommal szerepelt a magyar bajnokságban szereplő Kolozsvári AC csapatában. A második világháború után a klub ismét a román bajnokság szerepelt Kolozsvári Vasutas (Ferar Cluj) néven. Farmati 1945 és 1947 között 24 bajnoki mérkőzésen lépett pályára. 1947 és 1959 között az ITA Arad csapatában szerepelt, ahol három bajnoki címet és két román kupagyőzelmet szerzett a csapattal.

### A válogatottban
1947 és 1953 között 21 alkalommal szerepelt a román válogatottban.

## Sikerei, díjai
- Magyar bajnokság
  - 3.: 1943–44
- Magyar kupa
  - döntős: 1944
- Román bajnokság
  - bajnok: 1947–48, 1950, 1954
  - 3.: 1953
- Román kupa
  - győztes: 1948, 1953